# Armina aoteana
Armina aoteana is een slakkensoort uit de familie van de Arminidae. De wetenschappelijke naam van de soort is voor het eerst geldig gepubliceerd in 1986 door Miller & Willan.